# Loepa diversiocellata
Loepa diversiocellata är en fjärilsart som beskrevs av Felix Bryk 1944. Loepa diversiocellata ingår i släktet Loepa och familjen påfågelsspinnare. Inga underarter finns listade i Catalogue of Life.